# Cantón de Acosta
Acosta es un cantón de Costa Rica situado en el centro de la provincia de San José, sobre la meseta intervolcánica del Valle Central. El cantón cuenta con un total de 21 335 habitantes, según la última proyección demográfica del INEC, ubicándose así como el sexagésimo más poblado del país y el decimosexto de la provincia. Limita al norte con el cantón de Mora, al oeste con el cantón de Puriscal, al sur con el cantón de Parrita, al este con el cantón de Aserrí, y al noreste con los cantones de Alajuelita y Escazú.
El cantón cuenta con una extensión territorial de 342,24 km², colocándose como el quinto más extenso de la provincia. Su cabecera es el distrito de San Ignacio, con categoría de ciudad, y cuenta con un total de cinco distritos: San Ignacio, Guaitil, Palmichal, Cangrejal y Sabanillas.
Fundado en 1910, el cantón se caracteriza por ser el más topográficamente quebrado del país, donde predomina un paisaje predominantemente montañoso. Es considerado un cantón principalmente agrícola, donde la actividad agropecuaria genera la mayoría de los ingresos, otorgando trabajo a un alto porcentaje de sus pobladores. El cultivo del café es la principal actividad agrícola y la mayor fuente de ingreso. El cantón es además considerado como una "tierra de músicos", esto por el alto nivel de músicos y orquestas originarias del cantón, tales como la Banda Municipal de Acosta. El cantón cuenta con un Índice de Desarrollo Humano de 0,744, clasificado como alto.

## Toponimia
El término y el nombre actual del cantón, «Acosta», se origina como un homenaje a Tomás de Acosta y Hurtado de Mendoza, quien nació en la ciudad de La Habana, Cuba, en 1747, y falleció en abril de 1821. Fue gobernador de la provincia de Costa Rica entre 1797 y 1810, y se le atribuye la introducción del cultivo del café en el país, producto vital para el despegue de la economía nacional durante gran parte de su historia.

## Historia

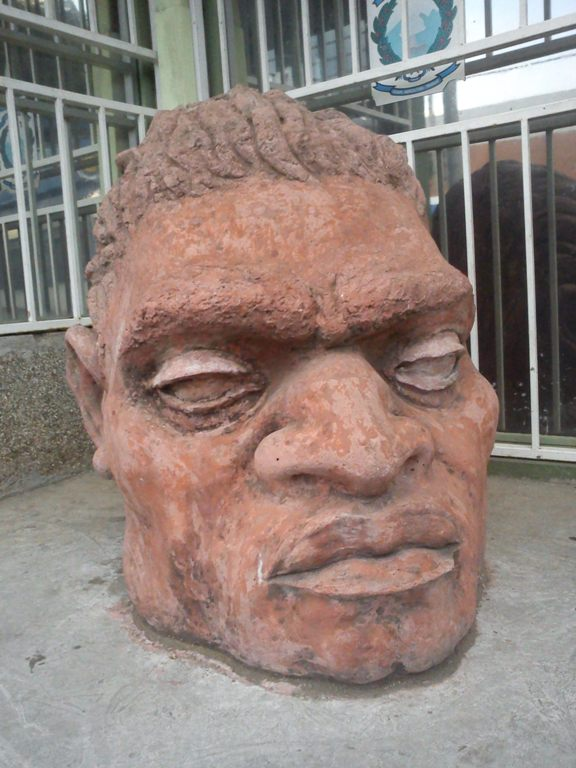
Escultura en homenaje a los indígenas que habitaron Acosta, ubicada en el Palacio Municipal.

### Orígenes
Las primeras ocupaciones registradas del territorio al que hoy pertenece al cantón de Acosta se remontan a entre los siglos III y XVI al arribo de los españoles. El territorio en esta época se encontraba ocupado por el antiguo Reino Huetar de Occidente, una nación amerindia y uno de los dos grandes reinos indígenas de la parte central del país, reinado por el Cacique Garabito. Sin embargo, la región en específico que abarca el actual cantón, se encontraba bajo el dominio del Cacique Churraca, que en algunos documentos aparece como "Chirraca". En el territorio se han encontrado varios sitios arqueológicos relacionados con las culturas indígenas del Valle Central y el Pacífico Central, distribuidos entre los distritos de Cangrejal y Sabanillas. La región, además, contaba con cierta influencia del Cacique Aczarri, quien dominaba una gran parte de lo que compone los actuales cantones de Aserrí, Desamparados y Alajuelita.
El primer español que atravesó la localidad fue Juan Vázquez de Coronado, en 1563, quien atraviesa la zona para llegar a la región de Quepo. Durante la travesía, el conquistador se estableció en la localidad del actual cantón, cerca del actual distrito de San Ignacio, y la nombró como «La Candelaria».
En 1601, se realiza la apertura del Camino de Mulas, una ruta que permitió el comercio de mulas entre la región y las Ferias de Portobelo, un punto de encuentro de expediciones comerciales provenientes de ambos extremos de los territorios del Reino de España, llevado a cabo en Panamá.
Durante el siglo XVII, unas cuantas personas y familias comienzan a poblar el actual territorio del cantón de Acosta, entre ellas las familias de los conquistadores e indígenas, así como agricultores, principalmente. Sin embargo, la localidad permaneció con una población relativamente pequeña, poco densa y aislada de otras urbes cercanas, durante este siglo y el siguiente. Muchas de estas familias provenían de lugares como Pacaca y Puriscal.
En la Constitución Política del 30 de noviembre de 1848, se estableció una nueva división política y administrativa que contempló la nomenclatura de provincias, cantones y distritos parroquiales. De entre los cantones de la provincia de San José, se encontraba el cantón de «Curridabat y Aserrí», al cual la mayor parte del actual cantón de Acosta integraba, así como de los cantones de Curridabat, Desamparados y Aserrí.
El territorio del actual cantón de Acosta permaneció relativamente aislado y poblacionalmente pequeño, mas no hasta el lapso entre 1830 y 1875, cuando la región se fue poblando de aún más habitantes que buscaban un lugar que les proporcionara tierras fértiles para sus cultivos, así que habitan el actual Acosta que contaba con varios valles y cuencas de ríos que facilitaban la fundación de caseríos. El territorio fue poblado principalmente por personas provenientes de lugares como Desamparados, Aserrí, Alajuelita, Mora, Puriscal y San Francisco de Dos Ríos.
Por Ley n.º 22 del 4 de noviembre de 1862, se vuelve a dividir el territorio de la República para efectos Municipales. Acosta pasa a ser ahora parte del cantón de Desamparados.
En 1878, se establece el primer templo católico de la localidad, estructura la cual contó con un estilo gótico de materiales traídos de Bélgica, y con un estilo único en el país. Sin embargo, este templo es demolido y, en 1899, se consagra uno nuevo en honor a San Ignacio de Loyola, el templo actual. Esto dio motivo a que la localidad lentamente se fuera llamando de La Candelaria a «San Ignacio».
Mediante la Ley n.° 3 del 27 de noviembre de 1882, se creó Aserrí como cantón de la provincia de San José, designándose como cabecera la villa de Aserrí, mas no se fijaron los distritos de este nuevo cantón. Ostentó dentro de su jurisdicción a localidades como el actual cantón de Acosta y una pequeña parte del oeste del cantón de León Cortés Castro.

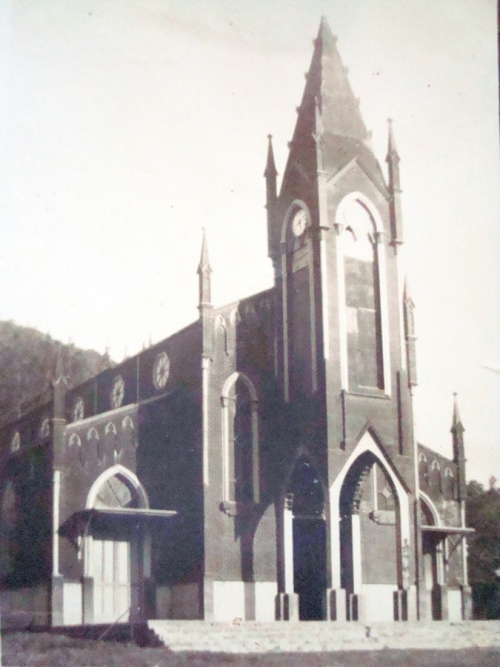
Antigua iglesia de San Ignacio. De estilo gótico y materiales traídos de Bélgica. Se desconoce la causa de su demolición y reemplazo por el templo actual.

### Cantonato
Para 1904, debido al crecimiento demográfico y económico que la localidad había alcanzado, así como para buscar satisfacer la demanda de soluciones de algunos pobladores y por la lejanía del centro urbano del distrito central de Aserrí, comenzaron a realizarse diferentes gestiones para solicitar la autonomía de la localidad, y por lo tanto, la creación de un nuevo cantón bajo el nombre de «Acosta».
Mediante la Ley n.° 24 del 27 de octubre de 1910, se creó Acosta como cantón de la provincia de San José, designándose como cabecera la villa de Acosta (hoy el distrito de San Ignacio) y fijándose como distritos al distrito de Acosta, distrito de Guaitil, distrito de Palmichal, distrito de Cangrejal, y el distrito de El Pito (hoy el distrito de Sabanillas). No ostentó dentro de su jurisdicción el territorio sur del actual distrito de Sabanillas. Acosta procede del cantón de Aserrí, establecido este último mediante la Ley n.° 3 del 27 de noviembre de 1882.
El 16 de noviembre de 1910, se llevó a cabo la primera sesión del Concejo Municipal de Acosta, integrado por los regidores propietarios Vicente Fallas Hidalgo, como presidente, Juan Zeledón Castro, como vicepresidente, y Félix Mesén Morales, como fiscal. El secretario municipal fue Manuel Solís Solís y el jefe político Juan Zeledón Porras.
En 1924, durante la administración de Julio Acosta García, se construye la cañería de la ciudad. Posteriormente, en 1953, se instala el alumbrado público, suministrado por la Municipalidad.
La primera escuela de la localidad se instaló en la vivienda de un vecino de nombre Nicolás Saborío. En la administración de Teodoro Picado Michalski, se construyó una nueva estructura para la escuela Cristóbal Colón. El Liceo de Acosta inició sus actividades docentes en marzo de 1966, sin embargo, posteriormente cambiaría su modalidad de enseñanza y nombre, pasando a ser el Colegio Técnico Profesional Agropecuario de Acosta.
El 13 de junio de 1962, se modifican los límites administrativos entre los cantones de Acosta y Aserrí. El cantón de Acosta integra a su jurisdicción el actual territorio sur del distrito de Sabanillas, generando que el cantón limite ahora con el cantón puntarenense de Parrita.
El 4 de mayo de 1970, por medio de la Ley n.° 4574, la villa de San Ignacio recibe el título de ciudad.

## Gobierno local

### Alcaldía
Conforme al Régimen municipal de Costa Rica, la alcaldía y las vicealcaldías del cantón son electas popularmente mediante sufragio universal cada cuatro años. En las elecciones municipales de Costa Rica de 2020, el candidato del Partido Acción Ciudadana, Norman Hidalgo Gamboa, resultó reelecto como alcalde con el 73,13% de los votos totales. Los vicealcaldes son Maritza Calderón Badilla y Allen Calderón Mora.
Alcaldes desde las elecciones de 2002.
| Periodo   | Nombre                    | Partido |
| --------- | ------------------------- | ------- |
| 2002-2006 | Ronald Durán Gamboa       | PLN     |
| 2006-2010 | Ronald Durán Gamboa       | PLN     |
| 2010-2016 | Luis Alberto Durán Gamboa | PLN     |
| 2016-2020 | Norman Hidalgo Gamboa     | PAC     |
| 2020-2024 | Norman Hidalgo Gamboa     | PAC     |

### Concejo Municipal
Al igual que la elección de la alcaldía y vicealcaldías, los integrantes del Concejo Municipal son electos popularmente cada 4 años. El Concejo Municipal de Acosta se integra por un total de 5 regidores, propietarios y suplentes, y 5 síndicos, propietarios y suplentes, y cuyo presidente es la regidora propietaria Roxana Azofeifa Ureña, del Partido Acción Ciudadana, y su vicepresidente es el regidor propietario Eddy Calderón Jiménez, del Partido Acción Ciudadana. Actualmente está integrado por:

Actual distribución del Concejo Municipal después de las elecciones de 2020.
|                                                      |                                   |                  |           |
| Partidos políticos en el Concejo Municipal de Acosta |                                   |                  |           |
| Partido político                                     | Partido político                  | Partido político | Regidores |
|                                                      | Partido Acción Ciudadana (PAC)    |                  | 4         |
|                                                      | Partido Liberación Nacional (PLN) |                  | 1         |

## Organización territorial
El cantón de Acosta se divide administrativamente en cinco distritos, siendo la cabecera el distrito de San Ignacio. Cada distrito, según el Régimen municipal de Costa Rica, posee un Concejo de Distrito el cual se encarga de velar por sus temas correspondientes, y se integra por los síndicos, propietarios y suplentes, y los concejales.
| Distritos del cantón de Acosta | Distritos del cantón de Acosta | Distritos del cantón de Acosta | Distritos del cantón de Acosta | Distritos del cantón de Acosta |
| #                              | Distrito                       | Área (km²)                     | Población (2016)               |                                |
| ------------------------------ | ------------------------------ | ------------------------------ | ------------------------------ | ------------------------------ |
| 1                              | San Ignacio                    | 22,63                          | 9 183 hab.                     |                                |
| 2                              | Guaitil                        | 43,85                          | 2 559 hab.                     |                                |
| 3                              | Palmichal                      | 34,17                          | 4 990 hab.                     |                                |
| 4                              | Cangrejal                      | 64,46                          | 2 026 hab.                     |                                |
| 5                              | Sabanillas                     | 176,83                         | 2 577 hab.                     |                                |

## Geografía

### Localización
El cantón de Aserrí es el duodécimo de la provincia de San José y tiene una extensión territorial de 342,24 km², y se encuentra ubicado parcialmente dentro del Valle Central de Costa Rica.
| Noroeste: Mora              | Norte: Mora  | Noreste: Alajuelita, Escazú |
| Oeste: Puriscal             |              | Este: Aserrí                |
| Suroeste: Puriscal, Parrita | Sur: Parrita | Sureste: Parrita, Aserrí    |

### Relieve

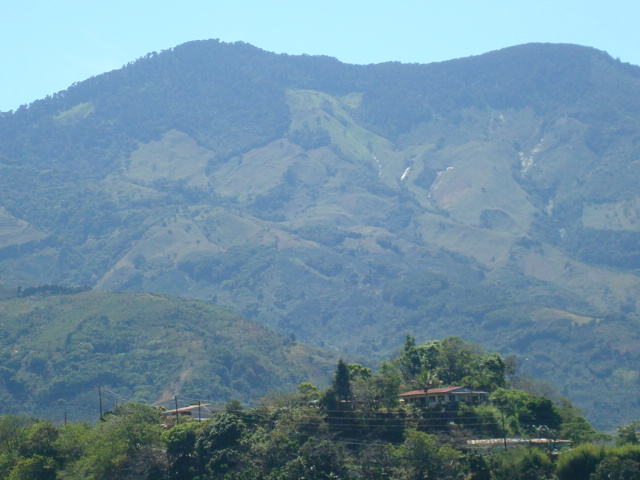
Vista del Cerro Caraigres o Dragón desde el pueblo de Tablazo, distrito de San Ignacio.

El cantón de Acosta cuenta con un relieve predominantemente montañoso. El cantón se extiende de norte a sur, partiendo desde las tierras altas centrales del declive suroeste de las montañas que forman el límite sur del Valle Central, bajando por los cerros de la Candelaria y los Cerros de Escazú, los cuales separan al cantón de la Gran Área Metropolitana. Continúa hacia el sur y el oeste por el cauce del río Negro, en el norte, que lo separa del cantón de Mora. El río Jorco, en el este, lo separa del cantón de Aserrí por el noreste. Se extiende luego hacia el sur hasta el río Pirrís, que lo separa del cantón de Parrita en la provincia de Puntarenas. El cantón se caracteriza por poseer numerosas filas montañosas, sobre todo en los distritos de Sabanillas y Cangrejal, entre las que se mencionan Coyolar (que separa a Acosta y Puriscal por el este), San Jerónimo, Zoncuano, Aguas Buenas (que separa a Acosta y Aserrí por el sureste), Pital y Agujas. Estas filas, a su vez, generan hondonadas o "bajos", en las cuales se han construido muchos de los pueblos de la zona rural, como Bajo Calvo, Bajo Arias, Bajo Plomo, Bajo Pérez, entre otros.
El cantón tiene una elevación media de 1 095 metros sobre el nivel de mar (m s. n. m.). Las elevaciones sobre el nivel del mar, del centro urbano de los poblados de distritos del cantón, son las siguientes: San Ignacio, a 1 095 m s. n. m., Guaitil, a 1 030 m s. n. m., a 1 095 m s. n. m., Palmichal, a 1 097 m s. n. m., Cangrejal, a 700 m s. n. m., y Sabanillas, a 1 122 m s. n. m.
El punto más alto del cantón es el cerro Caraigres, que se encuentra en el este del distrito de Cangrejal, y cerca de la frontera con el cantón de Aserrí, y forma parte de los Cerros de Escazú, una cadena montañosa que atraviesa varios cantones del centro y oeste de la provincia de San José. Cuenta con una elevación de 2 506 m s. n. m., aproximadamente, y da hogar a varios pueblos que pertenecen a Aserrí, pero que tienen un fuerte ligamen socioeconómico y cultural con Acosta, como lo son la Legua de los Naranjo y la Legua de los Camacho. Otros accidentes geográficos de importancia son, el cerro Piedra Tortuga, en el distrito de Cangrejal y a 2 444 m s. n. m., el cerro Pico Alto, y el Cerro Cornelio, el Alto Mostazal, y el Alto La Escalera.

### Geología

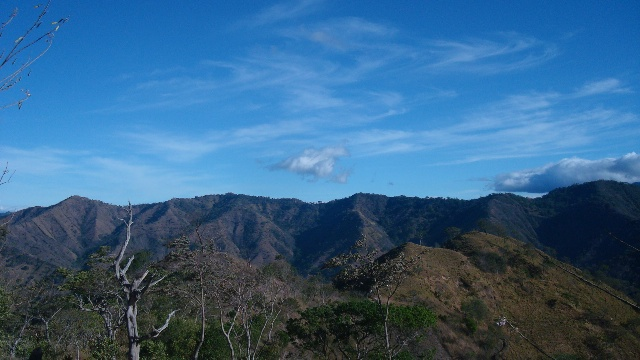
Montañas en el distrito de Sabanillas.

El cantón de Acosta está constituido geológicamente por materiales de los períodos Cretácico, Terciario y Cuaternario, con predominio de las rocas sedimentarias del Terciario.
- Cretácico: se encuentran rocas de origen volcánico y sedimentario. Las rocas volcánicas se encuentran al sur del cantón, a partir de las márgenes del río Pirrís, y son parte del complejo de Nicoya, que está compuesto de grauwacas macizas, compactas, de color gris oscuro, ftanitas, lutitas ftaníticas, calizas silíceas afaníticas, lavas con almohadillas y aglomerados de basalto e intrusiones de gabros, diabasas y dioritas. Las rocas sedimentarias corresponden a material indiferenciado y a la formación Tulín. La primera está en un pequeño sector en la fila Surubres y la formación Tulín del Cretácico Paleoceno, está compuesta de olivinos augitas e hiperstenos y basaltos, serpentinizado, que va desde la margen sur de la carretera que comunica el poblado de Las Limas y la hacienda Tiquires, hasta el sector norte del río Pirrís.

- Terciario: se hallan rocas de origen sedimentario, volcánico e intrusivo, de la época Mioceno. Las sedimentarias corresponden a la formación Pacacua y a materiales indiferenciados, la primera corresponde a una secuencia de materiales, constituida por interestratificaciones de conglomerados brechosos y areniscas conglomeráticas, areniscas, limolitas y lutitas, todas tobáceas, en algunas partes con coloraciones moráceas, que se sitúan en el sector al norte y sur del curso superior del río Tabarcia. Los materiales indiferenciados se localizan en la zona comprendida por los poblados Bajos de Jorco, La Cruz, al este de La Mesa, Limas al norte de hacienda Tiquires, el cerro Caraigres y fila Coyolar. Las rocas volcánicas están representadas por el grupo Aguacate, compuesto principalmente por coladas de andesita y basalto, aglomerados, brechas y tobas, situado en la zona aledaña a las márgenes del río Jorco. Las rocas intrusivas pertenecen a los intrusivos ácidos de la cordillera de Talamanca, tales como dioritas cuárcicas y granodioritas, también gabros y granitos, los cuales se ubican en pequeños sectores de los cerros de Escazú, así como al suroeste del poblado de Ococa.

- Cuaternario: se localizan rocas de origen sedimentario de la época Holoceno, tales como depósitos fluviales y coluviales, ubicados en el sector aledaño a Palmichal, en la unión de los ríos Grande de Candelaria y La Mesa, y al sur del cantón, en la confluencia de los ríos Tiquires, Parritilla y éstos con el Pirrís.

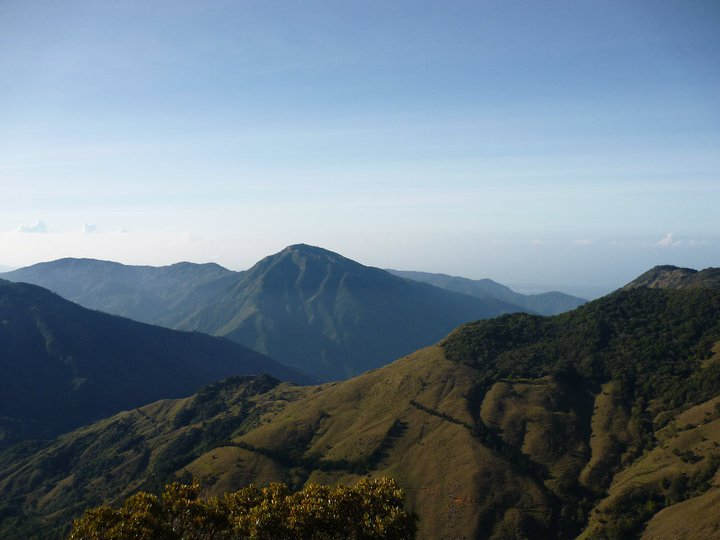
Cerros de la Candelaria. Vista desde el pueblo de Gravilias, en el Cerro Caraigres.

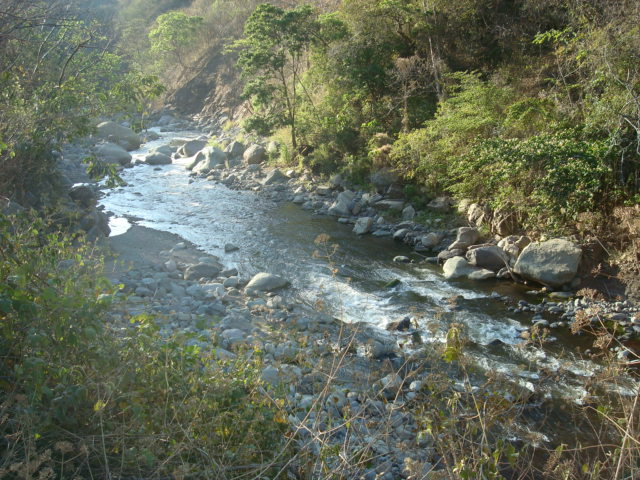
Río Grande de Candelaria, a su paso por el distrito de Cangrejal.

### Geomorfología
El cantón de Acosta presenta cinco unidades geomórficas:
- Unidad de origen tectónico y erosivo: representada por la fila Brunqueña, localizada al sur del cantón, a partir de la margen sur del río Grande de Candelaria. Se orienta de acuerdo con la dirección estratigráfica de las rocas sedimentarias que la forman. La pendiente es fuerte con un pequeño escalón entre los 400 y 500 metros de elevación. Su sistema de drenaje se aproxima al dentrítico, muy poco desarrollado y algo afectado por fracturas. Las diferencias de relieve son grandes y entre fondo, valle y cima frecuentemente hay de 100 a 200 metros. Esta unidad se compone de rocas de las formaciones Brito y Pacacua, con algunas intrusiones. Las rocas son areniscas de grano medio a fino, lutitas arcillosas y calizas. Su origen se debe al levantamiento desde el fondo oceánico, de un bloque de corteza. Este bloque ascendió a lo largo de fallas, inclinándose en las últimas etapas hacia el noreste. La erosión fluvial terminó de modelar la unidad, haciendo una selección en las rocas.

- Unidad de origen volcánico: se manifiesta por la serranía de laderas de fuerte pendiente, se ubica entre la margen norte del río Jorco y la margen sur del río Grande de Candelaria. Está compuesta por rocas volcánicas profundamente meteorizadas, propensas a deslizamientos. También hay rocas sedimentarias formadas por la erosión de rocas volcánicas.

- Unidad originada por acción intrusiva: se encuentra al norte del cantón y corresponde a los cerros de Escazú. Presenta laderas de fuerte pendiente. Las divisorias son redondeadas pero muy escarpadas. Esta unidad se compone de rocas ígneas intrusivas y volcánicas con escamas o intercalaciones de sedimentos, muy meteorizadas en superficie. Hay evidencias de acción hidrotermal y neumatolítica a consecuencia de la vecindad de masas intrusivas en el subsuelo, manifestadas con calinización de las rocas, hilillos de sílice y silicificación. Esta unidad se originó por la acción causada por cuerpos intrusivos.

- Unidad de sedimentación aluvial: se observa en el abanico del río Pirrís, en el área de su confluencia con el río Parritilla. Esta unidad tiene una dominancia de fragmentos de roca de tipo areniscas y lutitas, con algo de lava. Las rocas sedimentarias por ser muy suaves y estar meteorizadas se disgregan más y son más difíciles de observar. Su origen se debe al relleno afectado por el río Pirrís. Los materiales formadores vienen principalmente de rocas sedimentarias y algo de rocas volcánicas.

- Unidad de origen estructural: se manifiesta por la ladera tipo lomo de cerdo del cerro Caraigres, constituye una fila angosta. Sus laderas son de fuerte pendiente hasta de 50° Esta unidad corresponde a rocas sedimentarias con una dominancia de areniscas y lutitas ligeramente calcáreas y una intercalación de caliza. Las rocas de la base, son la caliza de la formación Brito y las superiores pertenecen a la formación Térraba. En superficie las rocas están muy meteorizadas. Los movimientos tectónicos del fondo oceánico iniciaron el ascenso del área, por lo que el origen se debe a la inclinación que las capas de roca adquirieron durante su ascenso y a la erosión diferencial, actuando sobre rocas muy diferentes en existencia.

### Hidrografía
El sistema fluvial del cantón de Acosta pertenece a la cuenca del río Pirrís, correspondiente a la vertiente del Pacífico. Al Pirrís, se le unen los ríos La Dicha, y Grande de Candelaria, este último con sus afluentes los ríos Parritilla, Jorco, La Mesa, y las quebradas Colorado, San Jerónimo, Roblar y Grande. Todos estos ríos nacen en Acosta, excepto Grande de Candelaria y Pirrís.
Los ríos de Acosta presentan una dirección de norte a sur, de noreste a suroeste y de este a oeste. El río Grande de Candelaria es límite natural con los cantones de Puriscal y Aserrí, el río Jorco con Puriscal y Mora, y los ríos La Mesa y La Dicha, con Aserrí.

En lo que se refiere a niveles de contaminación de los recursos hídricos, los ríos Grande de Candelaria y Jorco presentan residuos de café (broza y miel), desechos sólidos, residuos de porquerizas y plaguicidas. Existen en el cantón varias instancias institucionales y vecinales que realizan diversas gestiones para disminuir estos niveles de contaminación y eliminar el problema.

### Clima
Acosta se encuentra ubicada en la parte central del país, específicamente en la subregión de Caraigres. Presenta un clima tropical lluvioso con una estación seca bien definida, que sigue el patrón de la región Pacífico Central de Costa Rica. La lluvia anual es alrededor de 2 450 mm³. La temperatura media es de 21 °C y presenta vientos fuertes en los meses de enero, febrero y marzo.

## Economía
Acosta es un cantón dedicado principalmente a las actividades agropecuarias. El 75% de los pobladores de Acosta se dedica a actividades agrícolas. Un porcentaje importante de la población, sin embargo, trabaja mayormente en San José en labores de oficina, servicios y técnicos. Entre los cultivos perennes destacan el café, los cítricos, el itabo, así como cultivos de ciclos cortos generalmente para consumo propio, como el maíz y el frijol. A menor escala se producen hortalizas, tubérculos, jocotes y plantas medicinales.
Dentro de la producción artesanal e industrial se encuentran panaderías, mueblerías, pastelerías, confección de salveques y de ropa. En lo agroindustrial se encuentran beneficios de café, empacadoras de itabo, plantas ornamentales y medicinales, aserraderos, una empacadora de naranja y una procesadora de jaleas. 
Otra de las ocupaciones de los pobladores es la venta de servicios profesionales y/o técnicos, que representa el restante 25% de la población económicamente activa, tales como maestros de la enseñanza primaria, profesores de la educación secundaria, oficinistas, cajeros en el sistema bancario nacional y en cooperativas que se ubican en la zona y que requieren de este servicio, y aquellos que se ubican dentro del sector salud, comercio en general y otros puestos administrativos.
La comercialización de los productos agrícolas que se cosechan en la zona se realiza en el ámbito local, en pulperías, supermercados. Debido a las condiciones del mercado que impera en este cantón, se desarrolla una Feria del Agricultor más bien pequeña, sin embargo algunos de estos productores se desplazan a otras comunidades para ofrecer sus productos en algunos de los mercados de la provincia de San José o en las Ferias del Agricultor del Gran Área Metropolitana.
Otras personas se desplazan diariamente a diferentes comunidades vecinas como son Vuelta de Jorco, Aserrí y Desamparados, y otros lugares de San José. Temporalmente un sector considerable de la población se desplaza a zonas cafetaleras, como la de Los Santos a laborar en esta actividad, durante los meses de noviembre a febrero, además otro grupo de población menor se traslada a la provincia de Limón a laborar en la actividad bananera.
Acosta es considerado un cantón eminentemente agrícola, pues la actividad agropecuaria sigue siendo la que genera mayores ingresos y la que da mayor cantidad de trabajo a un alto porcentaje de sus pobladores. El cultivo del café es la principal actividad agrícola y la mayor fuente de ingreso. El desarrollo histórico de este cantón se ha dado en conjunto con la caficultura, lo que ha generado progreso en momento de buen precio del grano y crisis en momentos que el precio del producto decae. La mayor producción se da en el distrito de Palmichal, uno de los de mayor crecimiento socioeconómico. Durante la época de recolección del grano, se puede observar un fenómeno migratorio que es común a otros cantones de Costa Rica donde se produce café. Otras actividades económicas importantes son la ganadería, básicamente de engorde, la apicultura, de la que dependen 42 familias directamente, y el cultivo de hortalizas, flor de itabo, frijoles y cítricos, destacándose entre estos últimos la producción por medio de hidroponía en la comunidad de Aguablanca. El cantón cuenta con varias asociaciones de desarrollo como la Asociación de Productores Agropecuarios de Acosta y Aserrí (ASOPROAAA), la Asociación de productores apícolas de la región Caraigres (APICARAIGRES), la Asociación para el Desarrollo Empresarial de las Mujeres de Acosta (ASODEMA), el Centro Agrícola Cantonal de Acosta (CENACA), y la Asociación de Productores La Palma.
En los distritos de Sabanillas, Cangrejal y Guaitil, los de mayor extensión territorial, se puede observar un paisaje de tipo rural, donde el acceso se da principalmente en vehículos de doble tracción por caminos lastreados en medio de paisajes montañosos, caudalosos ríos como el Grande de Candelaria y el Pirrís, y pobladores campesinos de raíces humildes. En estas zonas existen algunos lugares turísticos, donde destacan las fuentes termales de Cangrejal, pesca recreativa de tilapia, algunos bares y restaurantes de carretera como «Chirraca de la Selva», «Paraíso del Río» y «Boca Cangrejo», y sitios paisajísticos donde se pueden realizar caminatas como el Cerro Dragón y Tablazo.

## Infraestructura

### Desarrollo urbanístico

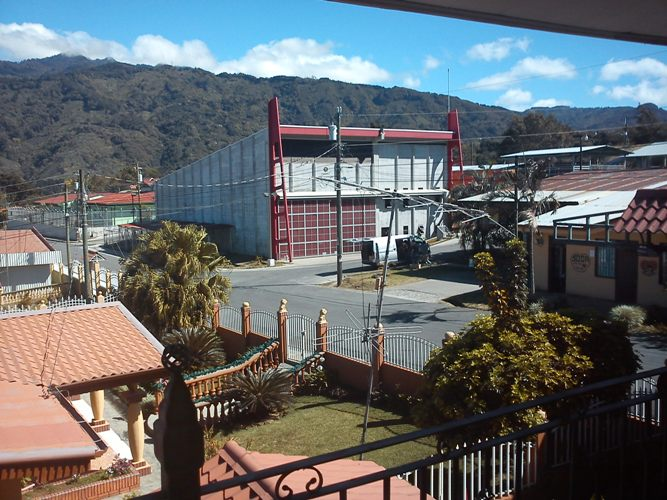
Barrio María Auxiliadora en el distrito de San Ignacio. Se puede observar el edificio del Cuerpo de Bomberos en primer plano y al fondo, el Hogar de Ancianos "Juanita Corrales Hidalgo".

La mayor concentración de la infraestructura del cantón se encuentra ubicada en el distrito de San Ignacio. Aquí se encuentran los servicios institucionales y comerciales. Se encuentran presentes sedes del Instituto Mixto de Ayuda Social, Caja Costarricense del Seguro Social,  Ministerio de Salud, Juzgado Contravencional de Menor Cuantía, Ministerio de Ambiente y Energía, Ministerio de Agricultura y Ganadería, Consejo Nacional de la Producción, Guardia de Asistencia Rural, Correos y Telégrafos, Banco Nacional de Costa Rica, Banco de Costa Rica, Cooperativas (Coopeacosta, Coopecaraigres, Coopesantos), Centro Agrícola Cantonal de Acosta, Municipalidad. Entre los servicios comerciales, el mercado municipal, farmacias, librerías, tiendas de ropa, de electrodomésticos, etc.
Por su topografía, los pueblos han sido construidos sobre cerros (Guaitil, Sabanillas, La Ceiba), o bien, en hondonadas (Bajos de Jorco, Bajo Calvo, Bajo Arias, Bajo Pérez, Zoncuano, Hondonada).
El centro urbano principal es la ciudad de San Ignacio de Acosta, cuyo centro es pequeño debido a lo accidentado del terreno. Otros edificios importantes de San Ignacio son la municipalidad, el gimnasio municipal, el mercado, la escuela Cristóbal Colón, el Colegio Técnico Profesional de Acosta, la clínica del Seguro Social y la sede de la Cruz Roja, todos ubicados en la periferia de la Iglesia. San Ignacio cuenta con algunos barrios donde se concentra importante cantidad de población, como San Luis, Turrujal, Barrio Abarca, Barrio María Auxiliadora, Chirraca, Aguablanca y Tablazo. La electricidad del cantón es suministrada por la cooperativa CoopeSantos R.L, mientras que el agua lo es por el Instituto Costarricense de Acueductos y Alcantarillados y por acueductos rurales como los de San Luis, Tablazo y Cangrejal. En San Ignacio de Acosta, construida a 1.095 m s. n. m., es donde se concentra la mayoría de la población urbana del cantón. Ostenta el título de ciudad desde el 4 de mayo de 1970.

### Vías de comunicación

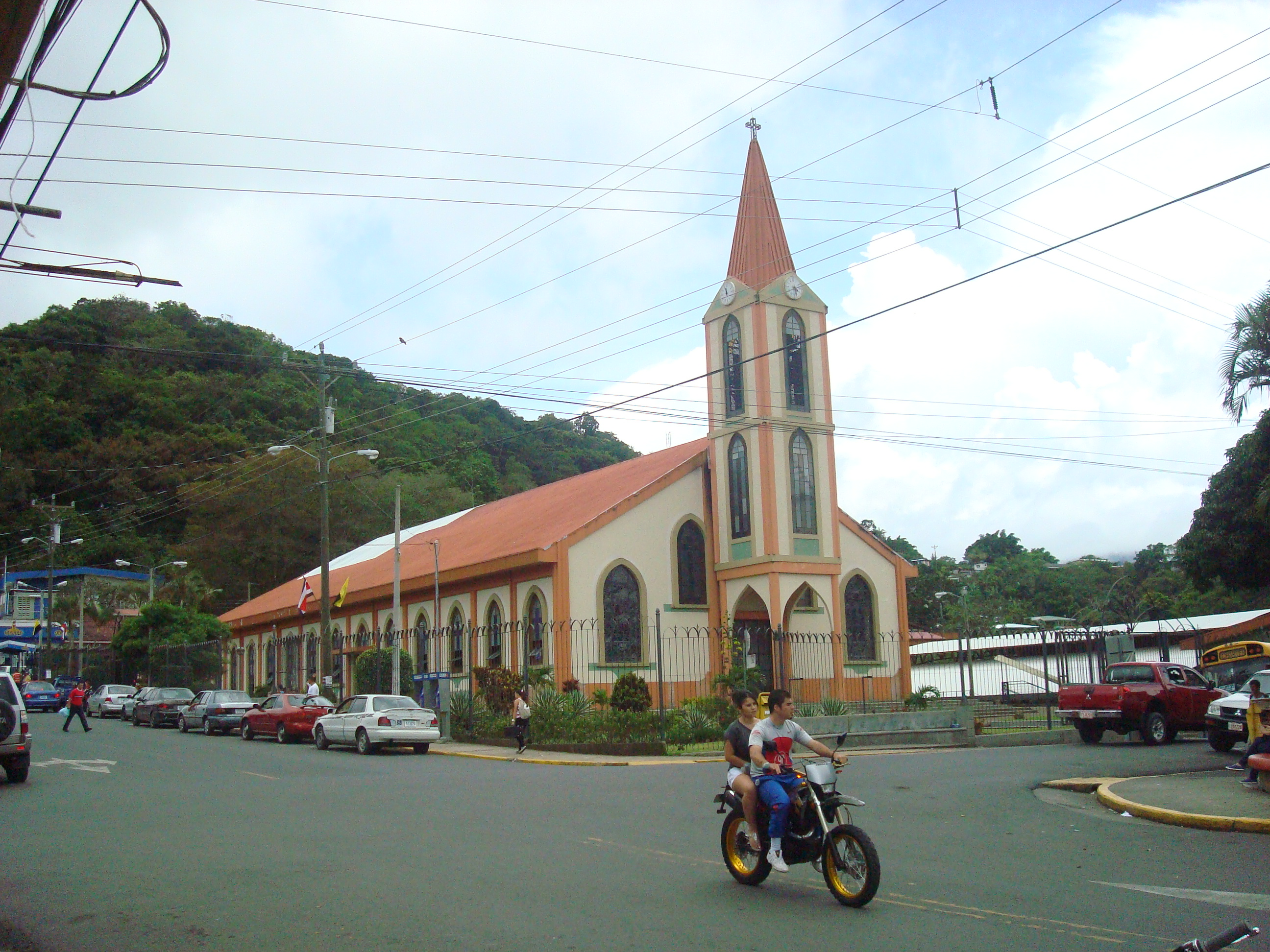
La motocicleta es uno de los medios de transporte más utilizados por la población acosteña.

En el distrito de San Ignacio, la mayoría de las vías se encuentran asfaltadas. San Ignacio de Acosta se comunica por vía pavimentada con San José a través de la ruta 209 Acosta-San José. Esta misma ruta comunica San Ignacio con Palmichal y éste con Tabarcia, Puriscal y Ciudad Colón.
El resto de las vías del cantón son lastreadas o de tierra, transitables únicamente por vehículo de doble tracción. La más importante en la ruta 301 que comunica San Ignacio con Parrita, y que da acceso a los pueblos ubicados en los distritos de Cangrejal y Sabanillas. Durante la época veraniega, esta ruta se convierte en paso de muchos turistas que buscan acceder a las playas del Pacífico central y que tienen cierto espíritu de aventura. En la época lluviosa, se producen deslizamientos y derrumbes o hundimientos en la vía, que en algunas ocasiones producen incomunicación con los pueblos rurales.

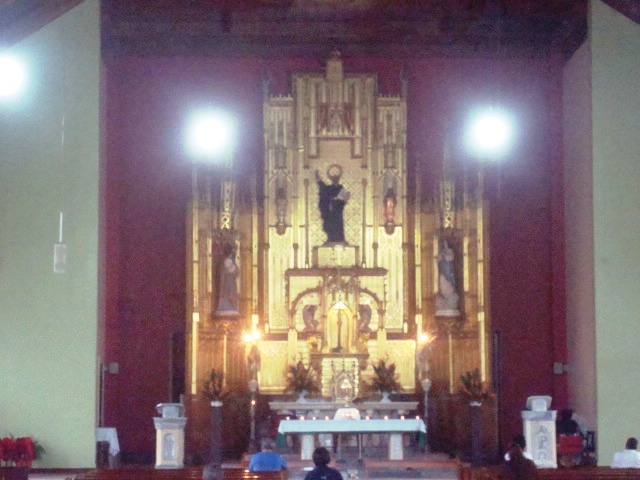
Altar de la Parroquia San Ignacio de Loyola, en el distrito de San Ignacio.

#### Medios de transporte
Existe un servicio de autobuses suministrado antiguamente por la cooperativa Coopecaraigres, actualmente Transportes San Gabriel. Este servicio comunica San Ignacio con San José y San Ignacio con el resto de las comunidades rurales. Además, hay un servicio de taxis públicos y otro de servicio de carga limitada. Así como servicio de buses estudiantiles.

### Iglesias

#### Parroquia San Ignacio de Loyola
El edificio más destacable del cantón es la Iglesia de San Ignacio de Loyola, la cual cuenta con un altar finamente acabado en oro traído de España en 1960. El altar, de 18 quilates, fue un obsequio de las hermanas Julia y Romelia Rojas, quienes vendieron una finca en Cedral de Acosta para costear su construcción. La obra fue elaborada en Valencia, y tuvo un valor total de $23 250, calculándose su valor actual en cerca de $200 000. El altar está elaborado en mármol, madera y recubierto de oro, y fue primeramente colocado en la primera iglesia de estilo gótico que tuvo la población, que luego fue reemplazada por el templo actual. El altar de oro de San Ignacio es uno de los atractivos principales del cantón

## Demografía
Para el año 2022, Cantón de Acosta cuenta con una población estimada de 22 542 habitantes, y para el último censo efectuado, en 2011, Cantón de Acosta contaba con una población de 20 209 habitantes.
En el 2016, del total de la población, 9 138 habitantes, que representa 42,83% del total de la población del cantón, se concentra en el distrito de San Ignacio, el más poblado. Le sigue, el distrito de Palmichal con un 23,39%, Sabanillas con un 12.08%, Guaitil con un 11,99%, y por último Cangrejal con un 9,50% del total de población.
De acuerdo con el Atlas de Desarrollo Humano Cantonal de Costa Rica 2016, el cantón cuenta con una esperanza de vida de 79,4 años y una alfabetización del 96,5%.
De acuerdo al censo nacional del 2011, el 1,20 % de la población nació en el extranjero. El mismo censo destaca que había 5871 viviendas ocupadas, de las cuales, el 60,9 % se encontraba en buen estado y había problemas de hacinamiento en el 2,7% de las viviendas. El 12,5% de sus habitantes vivían en áreas urbanas. Además, la escolaridad promedio alcanza los 6,7 años.
| Evolución de la población de Acosta entre 1864 y 2016 |
| ----------------------------------------------------- |

El cantón cuenta con un alto riesgo de pobreza. Esto posiblemente se encuentra relacionado con el sostenido desarrollo económico y comercial que ha venido presentando la cabecera del cantón, asociado al rezago que se ha manifestado en la zona rural, estimulando la migración de la población de los distritos rurales, Sabanillas y Cangrejal, principalmente, que se refleja no solo a lo interno del cantón, sino hacia otros cantones, lo que también ha provocado una disminución de la población joven económicamente activa (15-45 años) en relación con otros grupos etarios.

## Cultura

### Símbolos

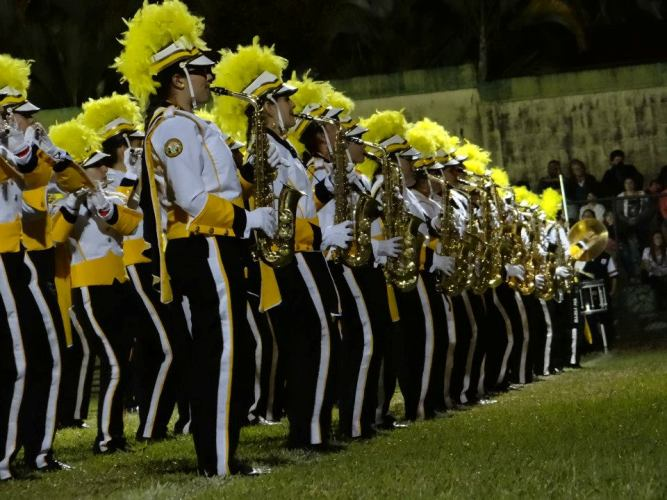
Banda municipal de Acosta.

#### Tierra de músicos
Acosta es considerada la "Tierra de músicos", por la fértil producción de músicos, que tiene una sus máximas expresiones culturales en la Banda Municipal de Acosta, que ha participado en varias competiciones a nivel internacional, obteniendo algunos reconocimientos importantes, y siendo reconocida en varias ocasiones como una de las más destacadas del país. El 1 de enero del 2019 la Banda Municipal de Acosta participó en el Desfile de las Rosas en Pasadena, California. Existen varias escuelas de música y una escuela de ballet. 
Dentro de los músicos más importantes destacan el maestro Manuel Ramírez, quien fue el director de la Banda de Loyola y de esta banda salieron gran cantidad de músicos; Carlos Mesén «Lolo», quien fue el escritor del himno del cantón; José Ángel Azofeifa «Muchachito»; el director de la Orquesta de Acosta: Ronny Mora Campos, los directores de la Banda Municipal de Acosta, la cual ha figurado en los últimos años entre las mejores cinco bandas musicales del país; el profesor Lic. José Manuel Mora Corrales y Lic. Julio César López Zeledón, además de la camada de nuevos músicos que suman más de 500 jóvenes y niños. En el cantón existen varias escuelas de música, incluida una escuela del Sistema Nacional de Educación Musical (SINEM). También existen muchos grupos de rock, ska, punk, trova, cimarrona y  mariachi.

#### Personas destacadas
- María Mayela Padilla Monge (1956-):  escritora, periodista, poetisa y cantautora costumbrista, ganadora del Premio Nacional de Patrimonio Cultural Emilia Prieto, en 2015. Lo anterior,  por "su trayectoria, de casi medio siglo, en la divulgación y transmisión de conocimientos sobre las tradiciones orales del Valle Central; su aporte en distintas actividades a favor del Patrimonio Cultural Inmaterial: autora y compositora de canciones sobre el tema de tradiciones campesinas, desde sus años de estudiante en el Liceo de Acosta. Además por la investigación, recopilación y divulgación de cuentos y leyendas, habla regional y otras tradiciones orales publicadas en sus libros recomendados por el Ministerio de Educación Pública. Por la promoción e impulso al desarrollo de tradiciones y costumbres de la cultura campesina costarricense: comidas y bebidas, habla regional, vestimenta, creencias y otros saberes relacionados con la naturaleza. Finalmente, por la difusión de tradiciones culturales en recitales de poesía y canto, relato de cuentos y leyendas, dramatizaciones, apariciones en radio, televisión, cine y redes sociales. María Mayela Padilla Monge es una mujer polifacética, que ha sabido integrar los saberes tradicionales de la vida campesina a su vida profesional como agrónoma y periodista".[25]
- Miguel Salguero (1933-2018): escritor, locutor, actor, compositor, periodista, productor de televisión, cronista, político, cineasta y fotógrafo. Produjo espacios televisivos de corte costumbrista que lograron difusión nacional, tales como El fogón de doña Chinda y La Familia Mena Mora. También fue director del SINART, y candidato a la Presidencia de la República por el Partido Fuerza Democrática en las elecciones presidenciales de 1994.

### Educación

#### Escuelas
- Escuela de Agua Blanca
- Escuela de Tomás de Acosta
- Escuela de Bajos Los Arias
- Escuela de Caragral
- Escuela Juan Calderón Valverde
- Escuela Isabel La Católica
- Escuela de Lagunillas
- Escuela de Guaitil
- Escuela de La Cruz
- Escuela Braulio Castro Chacón
- Escuela Cristóbal Colón
- Escuela de San Luis
- Escuela de Sevilla
- Escuela de Toledo
- Escuela Fernando de Aragón
- Escuela de Tablazo
- Escuela de La Esperanza
- Escuela Luis Aguilar
- Escuela de Bajo Cerdas
- Escuela María Teresa Obregón Loría
- Escuela de Cangrejal
- Escuela de Ceiba Alta
- Escuela Juan Rudín Iselin
- Escuela de Ceiba Baja
- Escuela de Ceiba Este
- Escuela de La Escuadra
- Escuela de La Mesa
- Escuela de La Palma

Y entre otras.

#### Colegios, liceos e institutos
- Colegio Técnico Profesional (C.T.P.) de Acosta
- U.P. Juan Calderón Valverde
- Unidad Pedagógica La Cruz
- Liceo de Sabanillas
- Liceo Rural Las Ceibas
- Colegio Técnico Profesional (C.T.P.) de Palmichal

#### Universidades
En el cantón hay una sede regional de la Universidad Estatal a Distancia, ubicada en el distrito de San Ignacio.

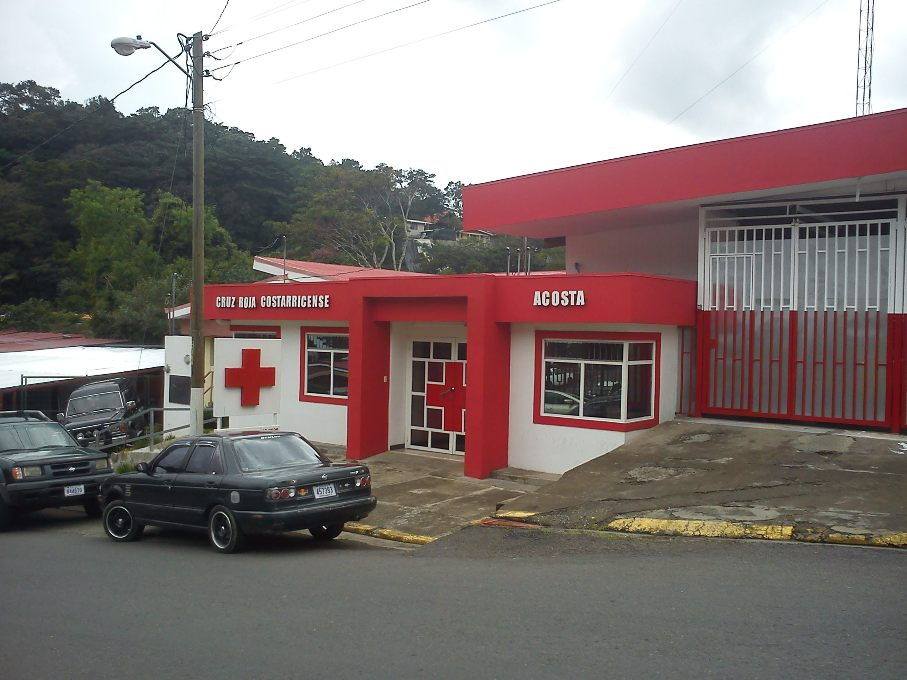
Sede de la Cruz Roja Costarricense en San Ignacio de Acosta.

### Salud
El cantón pertenece al Área de Salud de Acosta, que a su vez es parte de la Región Central Sur, una de las siete regiones de salud en que es dividido el país por la Caja Costarricense del Seguro Social. La sede central del Área de Salud se encuentra en la Clínica de Acosta, ubicada en el centro de San Ignacio. Esta clínica cuenta con servicio de urgencias, psicología, trabajo social, laboratorio, registros médicos y odontología. Refiere al segundo y tercer nivel a la Clínica Dr. Marcial Fallas de Desamparados, al Hospital San Juan de Dios, al Hospital Nacional de Niños, al Hospital Nacional Geriátrico Raúl Blanco Cervantes y al Hospital de la Mujer Adolfo Carit Eva.
El Área de Salud de Acosta posee cinco Ebais de atención primaria de salud:
- los Ebais 1 y 2 atienden la mayoría de la población de San Ignacio y zonas aledañas, como Ococa, Chirraca, Llano de la Mesa, San Luis, etc, y tienen su sede en el Barrio María Auxiliadora, en San Luis de Acosta.

- El Ebais 3 corresponde a los distritos de Sabanillas y Cangrejal, que son zona rural y cuya plaza de médico corresponde al servicio social, por lo que el médico suele cambiar cada año. Posee dos sedes: un pequeño edificio en Cangrejal, donde se atiende consulta médica los lunes y viernes, y otro más grande en Sabanillas, donde se da consulta los martes, miércoles y jueves. A este Ebais acuden pobladores de los lugares más lejanos y rurales del cantón, como lo son La Escuadra, Zoncuano, Bajos de Plomo o Bajo Pérez.

- El Ebais 4 es móvil: el equipo se desplaza todos los días desde la sede central hasta las sedes de Ebais. Se da consulta los lunes y viernes en Guaitil, los martes en La Ceiba y los jueves en La Legua, comunidad que administrativamente pertenece al cantón de Aserrí. Los miércoles, se refuerza la atención en los Ebais 1 y 2. Para acceder a las zonas de atención de los Ebais 3 y 4 se requiere viajar en promedio de 45 minutos a hora y media - dependiendo del sitio - por un camino rural de lastre donde solo ingresan vehículos de doble tracción.

- El Ebais 5 atiende parte de la población del distrito de Vuelta de Jorco, que pertenece administrativamente al cantón de Aserrí pero geográficamente se encuentra a 5 minutos en automóvil de San Ignacio de Acosta, por camino pavimentado.

El distrito de Palmichal, que administrativamente es parte del cantón de Acosta, pertenece al Área de Salud de Mora, pero por cuestiones de cercanía geográfica, muchos de los usuarios de este distrito, sobre todo de las comunidades de Lagunillas y Bajos de Jorco, realizan consultas en el servicio de urgencias de la Clínica de Acosta. En Bajos de Jorco hay un Ebais que pertenece a Mora, y es atendido cada quince días por un Ebais móvil de esa área de salud. Así mismo, parte de los pobladores de Bijagual, que pertenece al distrito de Sabanillas, realizan sus consultas en las clínicas y Ebais de Parrita, por cercanía geográfica.
El Área cuenta con 10 médicos pertenecientes al Seguro Social, más dos o tres consultorios de médicos privados que atienden entre semana, todos en San Ignacio. Existen 3 farmacias comerciales: una en Vuelta de Jorco y dos en San Ignacio. Hay un consultorio privado de odontología, un laboratorio privado y una consulta privada de psicología.
Hay sedes de la Cruz Roja Costarricense en San Ignacio de Acosta y Palmichal. Vuelta de Jorco es atendido tanto por la Cruz Roja de Aserrí como por la de Acosta. Junto a la Clínica de Acosta hay una sede del Ministerio de Salud. En Barrio María Auxiliadora se encuentran el Hogar de Ancianos «Juanita Corrales Hidalgo» y la sede del Cuerpo de Bomberos.

### Medios de comunicación
En la zona se encuentran disponibles todos los periódicos de circulación nacional (Diario Extra, La Nación, La República, La Prensa Libre, etc). Existe un periódico local, El Jornal.
El acceso a la señal de televisión es difícil en algunas zonas, sobre todo la región rural, por problemas de barreras geográficas, de modo que la señal no mucha veces es nítida. Hay varios servicios de cableras locales y nacionales, así como servicio de televisión por satélite. En la región existe una amplia red de radio aficionados y radioemisoras locales.

Hay un buen acceso a la telefonía fija y celular, ya que las torres de telefonía se encuentran en la cercana comunidad de Tarbaca de Aserrí. En algunos de los pueblos alejados de la zona rural, solamente funcionan teléfonos administrados.

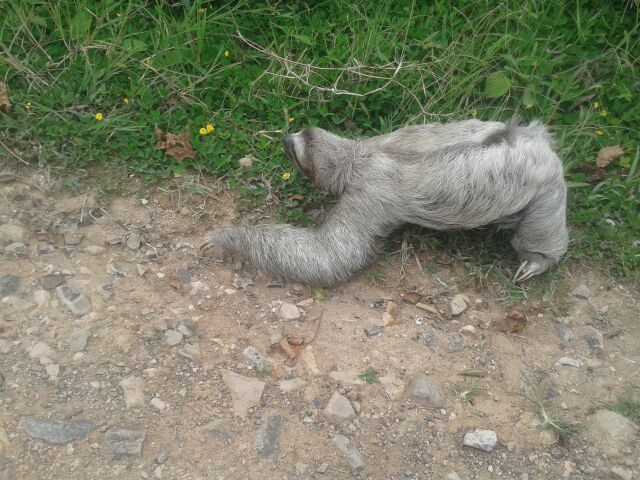
Perezoso de tres dedos (Bradypus variegatus) fotografiado en el pueblo de La Uruca, Sabanillas de Acosta.

### Ambiente y Turismo

#### Ambiente
Los bosques naturales del cantón de Acosta están constituidos por remanentes de bosques primarios y secundarios que representan aproximadamente el 10% del territorio cantonal. Entre la problemática ambiental que el cantón presenta, se encuentran: la deforestación, la cacería ilegal, la erosión de los suelos por prácticas agrícolas inadecuadas y el uso indiscriminado de agroquímicos y pesticidas.
El cantón de Acosta presenta tres zonas protegidas: La Reserva Forestal Cerro Caraigres, la Zona protectora de los Cerros de Escazú y Zona protectora del Cerro Cornelio.

En lo que se refiere a fauna, en el cantón aún pueden observarse algunos ejemplares de mamíferos de cierto tamaño, incluso en áreas no protegidas cercanas a los centros urbanos. Destacan el perezoso de tres dedos, el tamandú u oso hormiguero colmenero, el armadillo, la zarigüeya, el coyote, el puma y el pizote. Existe una abundante avifauna.

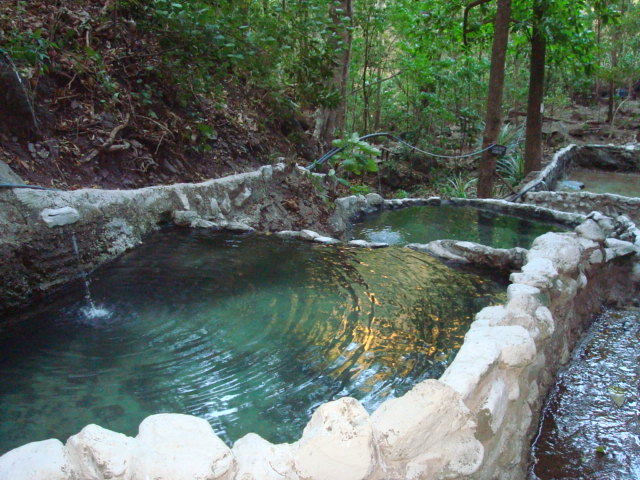
Fuentes termales en Cangrejal.

#### Turismo
En lo que respecta a los centros de recreación, en la zona existe un gimnasio municipal en la ciudad de San Ignacio, un gimnasio multiuso en la comunidad de Turrujal, un balneario en la localidad de Chirraca y un Centro Recreativo en Potrerillos. Hay canchas de fútbol en la mayoría de las comunidades del cantón. En el distrito de Cangrejal, existe un sitio con aguas termales.
En el distrito de Cangrejal, a treinta minutos de San Ignacio de Acosta, sobre las márgenes del río Grande de Candelaria, se encuentra una fuente de aguas termales. El sitio fue descrito por primera vez en el siglo XIX, por el médico y naturalista alemán Alexander von Frantzius, entre 1862 y 1873, y lo llamó Aguacaliente del Cangrejal, en un estudio denominado «Las fuentes termominerales en Costa Rica», en el cual describió, además, las características de otras 27 fuentes termales del país. Su origen parece estar relacionado con la unidad de origen volcánico ubicada entre los ríos Jorco y Grande de Candelaria, es decir, el agua se calienta por efecto de los minerales del subsuelo, y no por la presencia de «venas volcánicas» como erróneamente creen algunos de los lugareños. El lugar es ideal para paseos de un día, y cuenta con varias piscinas de agua temperada, vegetación, zona verde para almorzar y unas cuantas cabañas para alojamiento.

### Deportistas
- Diana Brenes (1997-): judoca, ganadora de una medalla de bronce en los Juegos Panamericanos de 2019, y tres medallas de bronce en el Campeonato Panamericano de Judo entre los años 2017 y 2020.[26]
- Marco Ureña Porras (1990-): Futbolista que juega como delantero. Ha jugado con la Liga Deportiva Alajuelense en Costa Rica, y clubes en Rusia, Dinamarca, Corea del Sur, Australia y la MLS de los Estados Unidos. Ha sido referente de la Selección Nacional de fútbol de Costa Rica y anotó un gol en el Mundial de Brasil 2014.
- Ronald Mora Padilla (1961-): exfutbolista y entrenador. Jugó para Saprissa, Alajuelense y Carmelita. Como entrenador ha dirigido varios clubes en Primera y Segunda División de Costa Rica, y fue director técnico de la Selección de fútbol sub-20 de Costa Rica que participó en la Copa Mundial de Fútbol Sub-20 de 2015.